# Ocoelophora maculifera
Ocoelophora maculifera là một loài bướm đêm trong họ Geometridae.